# Lasaia scotina
Lasaia scotina är en fjärilsart som beskrevs av Hans Ferdinand Emil Julius Stichel 1910. Lasaia scotina ingår i släktet Lasaia och familjen Riodinidae. Inga underarter finns listade i Catalogue of Life.